# Dayah Baroh (Batee)
Dayah Baroh is een bestuurslaag in het regentschap Pidie van de provincie Atjeh, Indonesië. Dayah Baroh telt 419 inwoners (volkstelling 2010).